# Woodland Critter Christmas
『Woodland Critter Christmas』（直訳：森の獣のクリスマス）はアメリカのコメディ・セントラルのテレビアニメシリーズ『サウスパーク』の第125話（シーズン8第14話）である。2004年12月15日に放送された。監督・脚本は共にトレイ・パーカー。2014年にシーズン18第10話「#HappyHolograms」が放送されるまでの間、シリーズ最後のクリスマス・エピソードだった。
日本では2011年に「森のクリスマス」という題名でFOXチャンネルで放送された。放送の際、動物たちの乱交シーンがカット、また随所に見られるグロテスクなシーンを黒い丸で隠すなどの修正が施されていた。
本エピソードは、カートマンの創作した物語という設定であり、動物たちの名前はそれぞれ、動物名に人や物の愛称に付けられる接尾辞「-y」を付けただけのもので、いわば手抜きの名前である。また、この動物たちは後にシーズン11第11話「Imaginationland II」にも登場している。

## あらすじ
物語はおとぎ話風のナレーションと共に進行する。
クリスマスが近づき、人々がその準備に追われる中、森の中でも小さな動物たちがクリスマスの準備をしていた。楽しげに歌いながらクリスマスツリーの飾り付けをしていたのは、リス（squirrel）のスクウェリー（Squirrely）、ウサギ（rabbit）のラビティ（Rabbity）、ビーバー（beaver）のビーバリー（Beavery）、熊（bear）のベアリー（Beary）、ヤマアラシ（porcupine）のポーキーパイニー（Porcupiney）、スカンク（skunk）のスカンキー（Skunky）、キツネ（fox）のフォクシー（Foxy）、シカ（deer）のディーリー（Deery）、キツツキ（woodpecker）のウッドペッカリー（Woodpeckery）、ネズミ（mouse）のマウシー（Mousey）、コガラ（chickadee）のチキディーイー（Chickadeey）たちである。すると、その光景をスタンが偶然目にした。森の動物たちはスタンを歓迎し、彼らが作ったクリスマスツリーを見せるが、クリスマスツリーには星がなかった。マウシーから頼まれたスタンが紙で星を作って付けてやると動物たちは大喜び。動物たちがスタンにお礼を言う中、スタンはすぐに家に帰った。
しかしその夜、動物たちは部屋で寝ていたスタンを起こし、ポーキーパイニーが妊娠したという報告をしに来た。明日は学校があるからとすぐに寝ようとするスタンだが、ディーリーとマウシーが処女懐胎であることを付け加え、自分たちの救世主のために産屋を作るようスタンに頼む。結局スタンは深夜にもかかわらず産屋を作らされることになった。
産屋を作り終えたスタンが家に帰ろうとすると、今度はピューマの唸り声が聞こえてきた。スクウェリーによると、毎年クリスマスを目前にして誰かが処女懐胎をすると必ずピューマに食われてしまい、救世主が生まれてこないのだという。ピューマを退治しに行かされたスタンは、岩山の洞窟にいたピューマを山頂までおびき寄せ、そのまま下に突き落として殺したものの、ピューマには3匹の子供がおり、スタンはピューマの子たちに「なぜママを殺したの」となじられてしまう。スタンは自分のしたことを後悔するが、動物たちは邪魔者が消えたことを喜び、さらには「Heil, Satan!（サタン万歳）」と叫び出した。
驚くスタンにビーバリーは「ポーキーパイニーが生むのは悪魔の子、アンチ・キリストだ」と説明する。「ポーキーパイニーが生むのは神の子じゃなかったのか」と問いただすスタンだったが、ディーリーとチキディーイーは「神様がヤマアラシとセックスなんてするわけないでしょ、そんなことするのは悪魔くらいのものよ」と返す。悪魔の子が生まれるお祝いとして、動物たちはラビティを悪魔の生贄に捧げてその肉と臓物を食べ、血まみれになりながら互いに乱交を始めた。
あまりにも壮絶な光景に、スタンは呆然と立ち尽くすしかなかった。実はピューマは、悪魔の子が生まれないように、毎年それを阻止していたのだった。
クリスマス前日、うなだれるスタンにナレーターがしつこく話しかけてくるが、スタンは無視し続けた。しかし、リビングでテレビを見ることすら邪魔されるので、結局スタンは再び森へ赴く。森の動物たちはやって来たスタンに開口一番、「悪魔の子の器となる、洗礼を受けていない異教徒の人間を連れてきてほしい」と頼む。スクウェリーは「スタンなら見つけてくれるに違いない」と言ったが、スタンは拒否し、悪魔の子を産めないように産屋を壊そうとした。それを見た動物たちは「サタニック・パワー（悪魔の力）」なる超能力を使って、火を起こし、怪物を呼び寄せ、スタンに産屋を壊させまいとする。
自分だけではどうにもできないことを悟ったスタンは、ピューマの力を借りるしかないと考え、ピューマの子たちが残る岩山へ向かった。ピューマの子たちは「僕たちも殺しに来たの?」と不安がるが、スタンが母親を殺したことを謝り、力を貸してほしいと頼むと、「僕たちはまだ赤ちゃんだから直接戦うことはできないけど、ポーキーパイニーを中絶させることはできるかもしれない」と提案した。
「スタンはピューマの子たちを町の中絶クリニックに連れていきました」と語るナレーターに対して「なんでそうなるんだ。絶対行かないからな」と抵抗するスタンだったが、強制的にクリニックに移動させられてしまう。やけくそになったスタンが医師に「ピューマの子たちに中絶のやり方を教えてほしい」と頼むと、医師は快諾。クリスマスの期間中には患者がたくさん来るため、ピューマの子たちは朝から晩まで中絶処置を見続け、最後には医師の手伝いができるほどにまでなった。その一方で、森の動物たちはユダヤ教徒であるカイルを見つける。
準備万端のスタンたちが森に戻ると、夜空には血のように真っ赤な星が禍々しく輝き、悪魔の子もすでに生まれてしまっていた。そして、悪魔の子の器として連れてこられたカイルは裸で生贄台に縛られていた。そこに赤い星が輝いているのを不審に思ったサンタクロースが現れ、スタンを怒鳴りつける。これ以上の手がないと判断したサンタは猟銃で動物たちを次々に撃ち殺していった。スタンも縛られていたカイルを放してやるが、事情を知ったカイルは、ユダヤ教の繁栄のためにと、悪魔の子を自分の体の中へ入れてしまった。
すると、どこからかカイルの声がして、話が止まってしまった。実はこの話は、カートマンが学校の課題で作ってきた話をクラスの全員の前で読み上げているものだったのだ。いつも通り自分がぞんざいな扱いをされているのを疎ましく思ってカイルは止めたが、スタンを含むクラスメートたちは「話を続けてくれ」と大騒ぎ。結局カイルは負けて、カートマンは話を続けることにした。
悪魔の子を体の中に入れたカイルは苦しみだし、サンタからもう手遅れだと言われた。人間の体に入った悪魔の子はその人間の魂を食いつくしてしまうという。そこでスタンは、ピューマの子たちに頼んで中絶と同じ手順でカイルの尻から悪魔の子を取り出させることにする。作戦は見事成功し、サンタが悪魔の子をハンマーで叩き潰して事態は解決した。サンタは世界を救ったスタンに、何か願いを一つ叶えさせることにした。そこでスタンは、母ピューマを生き返らせてほしいと頼み、ピューマの子たちには親が戻った。家に帰ったスタンもたくさんのプレゼントをもらい、家族と一緒に幸せなクリスマスを過ごしたが、カイルは2週間後にエイズで死んでしまった。もちろんこれもカートマンの創作である。